# Nano Ripe
Nano Ripe (Eigenschreibweise nano.RIPE) ist eine Pop-Rock-Band aus Japan.

## Geschichte
Nano Ripe wurde im Jahr 1998 von Kimiko und Jun Sasaki als Indie-Band in Japan gegründet. Die ersten vier Mini-Alben wurden in Eigenregie veröffentlicht, ehe das Duo im Jahr 2010 beim Publisher Lantis unter Vertrag genommen wurde. Zu diesem Zeitpunkt stiegen mit Shinn und Nobuyuki Abe ein Schlagzeuger bzw. ein Bassist zu den beiden Musikern.
Das Major-Debütalbum Hoshi no Yoru no Myaku no Oto no erschien im Oktober 2011. Einen Monat darauf stieg Shinn aus der Band aus. Die Singles Esoragoto und Real World wurden als Einspieler für die Animeserien Sankarea bzw. Jinrui wa Suitaishimashita lizenziert. Das Ende Oktober 2012 veröffentlichte Lied Moshimo no Hanashi ist als Opening Theme zu Bakuman zu hören. Im Februar 2013 wurde Yūki Aoyama zunächst als Sessionmusiker am Schlagzeug vorgestellt, einen Monat später fest bei Nano Ripe integriert.
Im März des Jahres 2016 spielte die Gruppe auf dem Anime Boston ihr erstes Konzert in Nordamerika. Das fünfte Album bei Lantis, Space Echo, erschien im Oktober gleichen Jahres. Ende 2016 verließen Abe Und Aoyama die Band, sodass diese wieder als Duo fungiert. Die Anfang Februar 2018 veröffentlichte Single Azalea ist in der im gleichen Jahr gestarteten Animeserie Citrus als Eröffnungslied zu hören. Mitte Juni des Jahres 2018 wurde mit Pippara no Ki no Shita de ein neues Album für den 29. August gleichen Jahres angekündigt. Der Deluxe-Version des Albums liegt ein zusätzliches Live-Album zum 20-jährigen Jubiläum der Band bei.
Am 21. August 2018 verstarb der ehemalige Schlagzeuger Yūki Aoyama im Alter von 29 Jahren an Herzversagen.

## Diskografie

### Studioalben
| Jahr | Titel Musiklabel                        | Höchstplatzierung, Gesamtwochen, AuszeichnungChartsChartplatzierungen (Jahr, Titel, Musiklabel, Platzierungen, Wochen, Auszeichnungen, Anmerkungen) | Anmerkungen                              |
| Jahr | Titel Musiklabel                        | JP | Anmerkungen                              |
| ---- | --------------------------------------- | --- | ---------------------------------------- |
| 2007 | Aoiro Pouch Eigenproduktion             | — | Erstveröffentlichung: 12. März 2007      |
| 2008 | 88 Eigenproduktion                      | — | Erstveröffentlichung: 7. März 2008       |
| 2008 | Soratobu Kutsu Eigenproduktion          | — | Erstveröffentlichung: 10. September 2008 |
| 2009 | Jikū Flask Eigenproduktion              | — | Erstveröffentlichung: 13. Mai 2009       |
| 2011 | Hoshi no Yoru no Myaku no Oto no Lantis | JP39 (2 Wo.)JP | Erstveröffentlichung: 19. Oktober 2011   |
| 2012 | Plus to Minus no Shikumi Lantis         | JP35 (3 Wo.)JP | Erstveröffentlichung: 3. Oktober 2012    |
| 2014 | Namida no Ochiru Sokudo Lantis          | JP17 (4 Wo.)JP | Erstveröffentlichung: 8. Januar 2014     |
| 2015 | Nanairo Megane no Himitsu Lantis        | JP26 (2 Wo.)JP | Erstveröffentlichung: 8. April 2015      |
| 2016 | Space Echo Lantis                       | JP48 (2 Wo.)JP | Erstveröffentlichung: 19. Oktober 2016   |
| 2018 | Pippala no Ki no Shita de Lantis        | JP52 (2 Wo.)JP | Erstveröffentlichung: 29. August 2018    |
| 2021 | Chiisana Inori no Sho Lantis            | — | Erstveröffentlichung: 5. November 2021   |
| 2022 | Fuminshō no Neko to Yoru Lantis         | JP135 (1 Wo.)JP | Erstveröffentlichung: 12. Oktober 2022   |
| 2023 | Hikari no Nai Machi Lantis              | — | Erstveröffentlichung: 23. August 2023    |

### Kompilationen
| Jahr | Titel Musiklabel                                            | Höchstplatzierung, Gesamtwochen, AuszeichnungChartsChartplatzierungen (Jahr, Titel, Musiklabel, Platzierungen, Wochen, Auszeichnungen, Anmerkungen) | Anmerkungen                              |
| Jahr | Titel Musiklabel                                            | JP | Anmerkungen                              |
| ---- | ----------------------------------------------------------- | --- | ---------------------------------------- |
| 2015 | Shiawase no Kutsu Eigenproduktion                           | JP33 (2 Wo.)JP | Erstveröffentlichung: 23. September 2015 |
| 2020 | 月に棲む星のうた ～nano.Ripe 10th Anniversary Best～ Lantis | JP34 (4 Wo.)JP | Erstveröffentlichung: 23. September 2020 |

### Singles
| Jahr | Titel Album                                                         | Höchstplatzierung, Gesamtwochen, AuszeichnungChartsChartplatzierungen (Jahr, Titel, Album, Platzierungen, Wochen, Auszeichnungen, Anmerkungen) | Anmerkungen |
| Jahr | Titel Album                                                         | JP | Anmerkungen |
| ---- | ------------------------------------------------------------------- | --- | --- |
| 2004 | Kiminchi e –                                                        | — | Eigenproduktion                                                                                                  |
| 2004 | Kimi no Uta –                                                       | — | Eigenproduktion                                                                                                  |
| 2006 | Tricycle Rider –                                                    | — | Eigenproduktion                                                                                                  |
| 2009 | Sekai Ten Hoshi no Yoru no Myaku no Oto no                          | — | Eigenproduktion                                                                                                  |
| 2010 | Patricia Hoshi no Yoru no Myaku no Oto no                           | — | Musiklabel: Lantis                                                                                               |
| 2010 | Flash Keeper Hoshi no Yoru no Myaku no Oto no                       | — | Erstveröffentlichung: 22. Dezember 2010 Musiklabel: Lantis                                                       |
| 2011 | Hana no Iro Hoshi no Yoru no Myaku no Oto no                        | JP15 (10 Wo.)JP | Erstveröffentlichung: 20. April 2011 Musiklabel: Lantis Vorspann Hanasaku Iroha (Staffel 1)                      |
| 2011 | Saibō Kioku Hoshi no Yoru no Myaku no Oto no                        | JP59 (3 Wo.)JP | Erstveröffentlichung: 29. Juni 2011 Musiklabel: Lantis                                                           |
| 2011 | Omokage Warp Hoshi no Yoru no Myaku no Oto no                       | JP34 (3 Wo.)JP | Erstveröffentlichung: 3. August 2011 Musiklabel: Lantis Vorspann Hanasaku Iroha (Staffel 2)                      |
| 2012 | Yuki no Sei Plus to Minus no Shikumi                                | — | Erstveröffentlichung: 2012 Musiklabel: Lantis                                                                    |
| 2012 | Esoragoto Plus to Minus no Shikumi                                  | JP52 (5 Wo.)JP | Erstveröffentlichung: 25. April 2012 Musiklabel: Lantis Vorspann Sankarea                                        |
| 2012 | Real World Plus to Minus no Shikumi                                 | JP26 (11 Wo.)JP | Erstveröffentlichung: 25. Juli 2012 Musiklabel: Lantis Vorspann Jinrui wa Suitaishimashita                       |
| 2012 | Moshimo no Hanashi Namida no Ochiru Sokudo                          | JP85 (1 Wo.)JP | Erstveröffentlichung: 31. Oktober 2012 Musiklabel: Lantis Vorspann Bakuman (Staffel 3)                           |
| 2013 | Kagefumi Namida no Ochiru Sokudo                                    | JP33 (7 Wo.)JP | Erstveröffentlichung: 3. März 2013 Musiklabel: Lantis Vorspann Hanasaku Iroha: Home Sweet Home                   |
| 2013 | Sankaku e.p. Namida no Ochiru Sokudo                                | JP35 (7 Wo.)JP | Erstveröffentlichung: 22. Mai 2013 Musiklabel: Lantis Abspann The Devil Is a Part-Timer!                         |
| 2013 | Nanairo Biyori Namida no Ochiru Sokudo                              | JP27 (7 Wo.)JP | Erstveröffentlichung: 30. Oktober 2013 Musiklabel: Lantis Vorspann Non Non Biyori                                |
| 2014 | Tōmei na Sekai Nanairo Megane no Himitsu                            | JP29 (4 Wo.)JP | Erstveröffentlichung: 23. Juli 2014 Musiklabel: Lantis Vorspann Glasslip                                         |
| 2015 | Kodama Kotodama Space Echo                                          | JP35 (7 Wo.)JP | Erstveröffentlichung: 22. Juli 2015 Musiklabel: Lantis Vorspann Non Non Biyori Repeat                            |
| 2016 | Lime Tree Space Echo                                                | JP48 (4 Wo.)JP | Erstveröffentlichung: 24. Februar 2016 Musiklabel: Lantis Abspann Undefeated Bahamut Chronicle                   |
| 2016 | Snowdrop Space Echo                                                 | JP100 (1 Wo.)JP | Erstveröffentlichung: 3. August 2016 Musiklabel: Lantis Abspann Food Wars! Shokugeki no Soma: The Second Plate   |
| 2017 | Yoru no Taiyō Pippala no Ki no Shita de                             | — | Erstveröffentlichung: 2017 Musiklabel: Lantis                                                                    |
| 2017 | Kyokyo Jitsujitsu Pippala no Ki no Shita de                         | JP92 (1 Wo.)JP | Erstveröffentlichung: 15. November 2017 Musiklabel: Lantis Abspann Food Wars! Shokugeki no Soma: The Third Plate |
| 2018 | Azalea Pippala no Ki no Shita de                                    | JP59 (2 Wo.)JP | Erstveröffentlichung: 7. Februar 2018 Musiklabel: Lantis Vorspann Citrus                                         |
| 2019 | Yorugao Tsuki ni Sumu Hoshi no Uta: Nano Ripe 10th Anniversary Best | JP144 (1 Wo.)JP | Erstveröffentlichung: 21. August 2019 Musiklabel: Lantis                                                         |
| 2019 | Emblem Tsuki ni Sumu Hoshi no Uta: Nano Ripe 10th Anniversary Best  | JP126 (1 Wo.)JP | Erstveröffentlichung: 6. November 2019 Musiklabel: Lantis                                                        |
| 2020 | Last Chapter –                                                      | JP41 (1 Wo.)JP | Erstveröffentlichung: 22. April 2020 Musiklabel: Lantis                                                          |

## Musikvideos
- 2010: Patricia
- 2010: Flash Keeper
- 2011: Hana no Iro
- 2011: Saibō Kioku
- 2011: Omokage Warp
- 2011: Seratona
- 2011: Noctiluca
- 2012: Esoragoto
- 2012: Real World
- 2012: Number Zero
- 2012: Moshimo no Hanashi
- 2013: Kagefumi
- 2013: Tsumabiku Hitori
- 2013: Nanairo Biyori
- 2014: Hello
- 2014: Tōmei na Sekai
- 2015: Kotaeawase
- 2015: Kodama Kotodama
- 2016: Lime Tree
- 2016: Snowdrop
- 2016: Luminary
- 2017: Kyokyo Jitsujitsu
- 2018: Azalea
- 2018: Polaris
- 2019: Yorugao
- 2019: Emblem
- 2020: Last Chapter
- 2020: Lily Reviver
- 2020: Orb
- 2020: Itoshiki Hibi
- 2020: Spica
- 2021: Hana ni Ame
- 2021: Seimeibun